# Вотская Ошья
Вотская Ошья (баш. Вотяк Ушъяҙы) — село в Янаульском районе Республики Башкортостан Российской Федерации. Входит в состав Новоартаульского сельсовета.

## География

### Географическое положение
Находится на реке Ошья. Расстояние до:
- районного центра (Янаул): 24 км,
- центра сельсовета (Новый Артаул): 15 км,
- ближайшей ж/д станции (Янаул): 24 км.

## История
По данным переписи 1897 года в деревне Осинского уезда Пермской губернии проживало 552 жителя (287 мужчин и 265 женщин), из них 168 магометан и 364 язычника.
В 1904 году в деревне Ошья, относившейся к Больше-Гондырской волости имелось 94 крестьянских двора и 8 дворов разночинцев, всего 626 жителей-удмуртов (314 мужчин, 312 женщин).
По переписи 1920 года в деревне Вотская Орья (Вотская Ошья) было 117 дворов и 657 жителей (308 мужчин, 349 женщин).
К 1926 году деревня была передана из Уральской области в состав Янауловской волости Бирского кантона Башкирской АССР.
В 1939 году — 573 жителя, в 1959 — 513 жителей.
В 1982 году население — около 310 человек.
В 1989 году — 200 человек (92 мужчины, 108 женщин).
В 2002 году — 162 человека (78 мужчин, 84 женщины), удмурты (75 %).
В 2010 году — 135 человек (69 мужчин, 66 женщин).

## Население
| 2002 | 2009 | 2010 |
| ---- | ---- | ---- |
| 162  | ↗164 | ↘135 |

## Известные жители
В селении 8 сентября 1958 родилась Диева Ада Заитовна — российская и удмуртская поэтесса, журналист, переводчик.